# Emily Doharty
Emily Abimbola Doharty (* 25. Januar 1985 in Hamburg) ist eine ehemalige deutsche Basketballspielerin.

## Laufbahn
Doharty spielte 2001 für die deutsche Kadettinnennationalmannschaft. Auf Vereinsebene gehörte sie dem SC Alstertal-Langenhorn an, im Vorfeld der Saison 2003/04 wechselte sie zum SC Rist Wedel in die erste Bundesliga. Sie stieg mit Wedel in die 2. Bundesliga ab, Anfang Dezember 2004 zog sie sich eine schwere Knieverletzung zu. Im Juli 2005 nahm sie an der U20-Europameisterschaft teil und erzielte im Turnierverlauf 4,1 Punkte je Begegnung. In der Saison 2006/07 war die Flügelspielerin Mitglied des Erstliga-Aufgebots der BG Zehlendorf. Nach einem Jahr in Berlin spielte sie abermals für den SC Rist Wedel in der zweiten Liga.